# ويس سوندرز
ويس سوندرز (بالإنجليزية: Wes Saunders)‏ (23 فبراير 1963 بسندرلاند في المملكة المتحدة - ) هو مدرب كرة قدم ولاعب كرة قدم بريطاني في مركز الدفاع. لعب مع برادفورد سيتي ونادي توركي يونايتد ونادي دندي ونادي كارلايل يونايتد ونيوكاسل يونايتد وسبنيمور يونايتد ‏.

## وصلات خارجية
- ويس سوندرز على موقع قاعدة بيانات كرة القدم.إي يو (الإنجليزية)